# El Molí del Blanquillo
El Molí del Blanquillo és un nucli de població de l'entitat singular de les Pedreres, al municipi de Santa Oliva (Baix Penedès). Està situat al límit oest del terme municipal, fent partió amb el terme d'Albinyana al marge esquerre de la riera de la Bisbal per on transcorre l'autopista AP-7. El gener de 2024 tenia 183 habitants.
El nom del nucli prové de l'antic Molí del Blanquillo, un molí fariner (s. XVI) situat en terme d'Albinyana, uns 600 metres a l'oest.
Cal esmentar que al municipi d'Albinyana també hi ha una entitat de població amb el mateix nom situada justament a l'altra banda de l'AP-7 i a la vora de l'antic molí, al sud-est del nucli de Bonaterra (Albinyana).